# جان آر. آلن، جونیور
جان آر. آلن، جونیور (انگلیسی: John R. Allen, Jr.؛ زاده ۱۹۳۵ ) ژنرال نیروی هوایی ایالات متحده آمریکا است. وی بین سال های ۱۹۵۹ تا ۱۹۹۰ میلادی خدمت نموده است. ژنرال آلن در جنگ ویتنام شرکت نموده است.